# テレサ・ペロッツィ
テレサ・マリア・ペロッツィ（Teresa Maria Perozzi、女性、1973年12月31日 - ）は、バミューダ諸島のプロボクサー。アメリカ合衆国・ニューハンプシャー州出身。WBA女子世界ミドル級王者。

## 来歴
7歳の時、継父の母国であるバミューダ諸島へ移住。バスケットボールやトライアスロンなど様々なスポーツを経験した後、1990年にアマチュアボクシングを始める。
2003年3月21日、ラスベガスでのNicole Conant戦でプロデビュー。判定勝利。
2004年6月12日、地元での初試合としてMonica Nunezと対戦も判定負け。
2005年3月5日、Elizabeth Kerin相手に地元初勝利。
2005年9月23日、トリニダード・トバゴでScroller Carrington相手に6回TKO勝利。
2007年6月23日、元WBCミドル級王者イボンヌ・レイズに判定勝利。 
2008年3月15日、ドイツでナターシャ・ラゴシーナが持つスーパーミドル級6冠に挑むが、3-0の大差判定負け。
2010年10月23日、再びドイツに渡りクリスティーナ・ハマーと初代WBO女子世界ミドル級王座を争うが、またしても判定負け。
2011年12月30日、トリニダード・トバゴでLorissa Rivasと初代WBA女子世界同級王座を争い、判定で初タイトル獲得。
2012年3月10日、April Ward相手に初防衛戦を行い判定で初防衛成功。

## 戦績
- アマチュア：8勝 2敗
- プロ：14戦 9勝 1KO 4敗 1分け

## 獲得タイトル
- 初代WBA女子世界ミドル級王座

## 参照
- テレサ・ペロッツィの戦績 - BoxRec（英語）
- WBAN